# Hallgarten, Bad Kreuznach
Hallgarten là một đô thị thuộc huyện Bad Kreuznach bang Rheinland-Pfalz, nước Đức. Đô thị Hallgarten, Bad Kreuznach có diện tích 2,54 km², dân số thời điểm ngày 31 tháng 12 năm 2006 là 778 người.